# Leszek Wojaczek
Leszek Wojaczek (* 8. dubna 1965 Karviná) je český umělecký pedagog a kurátor současného umění. Je hlavním kurátorem galerie Kaple a galerie Sýpka ve Valašském Meziříčí a přednáší současné umění na Fakultě multimediálních komunikací Univerzity Tomáše Bati ve Zlíně. Působil jako Art director festivalu Světlo Valmez. V současnosti žije a tvoří ve Valašském Meziříčí a Těrlicku.

## Rodina a časný život
Vyrostl v Karviné v polsko-české rodině (jeho otec pocházel z města Lodž v centrálním Polsku). V roce 1984 maturoval na gymnáziu s polským jazykem vyučovacím v Orlové a v roce 1989 absolvoval magisterské a později i doktorské studium na Pedagogické fakultě Ostravské univerzity v Ostravě. V roce 1991 se přestěhoval do města Brisbane (Austrálie) a v roce 1992 se v Sydney (Austrálie) oženil.

## Pedagogická činnost
Po ukončení pedagogických studií začal vyučovat výtvarné umění na Katedře výtvarné výchovy Pedagogické fakulty Univerzity Palackého v Olomouci (1990–1991) a na SPŠ v Přerově. V letech 1996-97 přednášel na Vermontské univerzitě (University of Vermont) v městě Burlington (stát Vermont, USA). Po návratu do Česka učil malbu na Střední umělecké škole v Ostravě a Střední uměleckoprůmyslové škole sklářské ve Valašském Meziříčí. Od roku 2014 přednáší na Univerzitě Tomáše Bati ve Zlíně. V současnosti přednáší na Univerzitě Tomáše Bati ve Zlíně, Lighting design, ateliér Prostorová tvorba, Fakulta multimediálních komunikací, doktorský studijní program: Média Umění Design, ateliér Prostorová tvorba, Fakulta multimediálních komunikací.

## Kariéra jako kurátor
Od roku 2009 pracuje Wojaczek jako hlavní kurátor Galerie současného umění Kaple ve Valašském Meziříčí a Galerie současného umění Sýpka taktéž ve Valašském Meziříčí. V obou těchto galeriích připravil přes sto autorských výstav současných vizuálních umělců z Česka, Slovenska, Holandska, Německa a Polska. První výstavou pod jeho vedením byla výstava sochaře a děkana Fakulty výtvarných umění VUT v Brně Michala Gabriela v roce 2009. Wojaczkovým cílem je prezentace umění současné výtvarné scény s důrazem na vysokou nadstandardní uměleckou kvalitu. Během svých kurátorských projektů spolupracoval s dalšími kurátory, mezi které patří například Jiří Ptáček, Jiří Valoch, Daniela Mrázková, Jiří Surůvka, Ilona Víchová, Lucie Berková, Tomáš Knoflíček, Martin Klimeš, Libor Gronský, Vladimír Beskid (Slovensko), Martina Vyskupová (Slovensko), Ivana Sláviková (Slovensko), Robert Brzecki (Polsko). Roli kurátora vnímá jako roli umělcova pomocníka při prezentaci v nabízeném prostoru a prostředníka při propojení diváka s vystavovaným uměním. Vystavujícímu umělci se při své práci snaží být spíše přítelem a rádcem než supervizorem. Autorovi dává vždy plnou svobodu a v případě potřeby je nápomocný radou nebo nápadem. Jelikož je sám původně umělcem (vystavoval v Evropě i zámoří), dokáže snadněji pochopit problémy a těžkosti, které se mohou objevit během realizace výstavního projektu. Důležitou roli v jeho práci plní srozumitelnost, umělcovo dílo tak prezentuje divákům jasným způsobem. Nicméně, dbá na to, aby každý umělec a každé umělecké dílo zůstalo unikátní a jedinečné, umělecké dílo je koneckonců tím nejpodstatnějším. Ve své působnosti využívá znalosti z oblasti dějin umění, kultury, kulturní sociologie, distribuovaného poznání a fundraisingu. Je tak schopen získat do galerií nejenom dobré umělce a vystavět kvalitní výstavy, nýbrž i finanční a jiné prostředky (projekty).

## Cesty za etnickými kmeny
Wojaczkovým velkým zájmem je studium původních etnických kmenů, jejich kultur a umění. Je členem Zeměpisného a vlastivědného sdružení, navštívil 203 zemí na pěti kontinentech. Během svých cest navštívil v Africe kmeny Surma, Mursi, Karo, Hamar, Borana, Herera, Dassanetch, Himba, Mbenga (západní Pygmejové), Arbore, Sani, Banna a Maasai. V Austrálii domorodé Aboridžince v Arnhemské zemi, v Papui Nové Guineji kmeny Dani, Yali, Lani a v Pacifiku kmeny Melanésanů, Mikronésianů, Lapitů a Polynésanů. V Amazónii kmeny Chané, Kayapo a Chiquitano.

## Seznam kurátorsky vedených výstav v Galerii Kaple

### 2009
- Michal Gabriel – Sochy (17. 12. 2009 – 28. 1. 2010)

### 2010
- Martin Velíšek – Odezdi Kezdi (2. 2. 2010 – 4. 3. 2010)
- Pavel Korbička – Tu a tam (26. 3. 2010 – 21. 4. 2010)
- Miloslav Fekar – Plné – Prázdné (2. 5. 2010 – 19. 6. 2010)
- Denisa Krausová – Lokalita: zahrádka (30. 6. 2010 – 25. 8. 2015)
- Veronika Bromová – Rehabilitace (2. 9. 2010 – 30. 9. 2010)
- Petr Stanický – Netopýr, svitek a visící muž (4. 12. 2010 – 3. 2. 2011)

### 2011
- Lenka Klodová – Příběhy žen (18. 2. 2011 – 14. 4. 2011)
- Federico Díaz, Rafani – Adheze (12. 5. 2011 – 16. 6. 2011)
- Czech Press Photo (24. 6. 2011 – 25. 8. 2011)
- Josef Bolf – Nevyřešené případy (23. 9. 2011 – 3. 11. 2011)
- Jiří Surůvka – Gotham City!!! (25. 11. 2011 – 19. 1. 2012)

### 2012
- Aleš Hudeček – Koherence (9. 2. 2012 – 11. 4. 2012)
- Kateřina Šedá – č14 (5. 5. 2012 – 15. 6. 2012)
- Czech Press Photo (22. 6. 2012 – 31. 8. 2012)
- Jan Vytiska – Černý Sabat (28. 9. 2012 – 16. 11. 2012)
- Kateřina Vincourová – Poslouchat očima (30. 11. 2012 – 18. 1. 2013)

### 2013
- Dana Sahánková – Cavé Béstiás (9. 2. 2013 – 4. 4. 2013)
- Jakub Špaňhel – Van Gogh na venkově (19. 4. 2013 - 13. 6. 2013)
- Czech Press Photo (21. 6. 2013 – 30. 8. 2013)
- Chiel Kuijl – 42 (20. 9. 2013 – 21. 11. 2013)
- Vlasta Žáková Archivováno 2. 10. 2018 na Wayback Machine. – Friday Night Highlights (6. 12. 2013 – 24. 1. 2014)

### 2014
- Pavel Drda – Aloha (7. 2. 2014 – 30. 3. 2014)
- Jiří Kovanda – T jako logika (11. 4. 2014 – 12. 6. 2014)
- Czech Press Photo (20. 6. 2014 – 31. 8. 2014)
- Ladislav Průcha, Soňa Třeštíková – Nejen Kvidova věc (17. 9. 2014 – 21. 11. 2014)
- Katarína Szanyi – Nadechni se mě (10. 12. 2014 – 20. 2. 2015)

### 2015
- Jiří Kuděla – Uni/formy (4. 3. 2015 – 24. 4. 2015)
- David Černý – Jesus & Guns (7. 5. 2015 – 12. 7. 2015)
- Czech Press Photo (29. 7. 2015 – 15. 9. 2015)
- Dušan Váňa – Sklizeň (23. 9. 2015 – 20. 11. 2015)
- Tomáš Vaněk – Particip č. 187 (2. 12. 2015 – 31. 1. 2016)

### 2016
- Petr Hajdyla Archivováno 18. 12. 2018 na Wayback Machine. – Propady realitou (17. 2. 2016 – 29. 3. 2016)
- František Kowolowski – Teritorium 199 (8. 4. 2016 - 29. 5. 2016)
- Czech Press Photo (24. 6. 2016 – 2. 9. 2016)
- Eva Koťátková – Chyba kontrolního aparátu (5. 10. 2016 – 24. 11. 2016)
- Krištof Kintera – Systémy bez ducha (9. 12. 2016 – 19. 2. 2017)

### 2017
- Libor Novotný Archivováno 18. 12. 2018 na Wayback Machine. – Poznámky k inteligenci větve (1. 3. 2017 – 21. 4. 2017)
- Akadémia umení v Banskej Bystrici - Priestor v prostore (26. 4. 2017 – 11. 6. 2017)
- Czech Press Photo (22. 6. 2017 – 31. 8. 2017)
- Vladimír Houdek – Rasura (20. 9. 2017 – 26. 11. 2017)
- Jiří Černický – Spiritistická science (6. 12. 2017 – 2. 2. 2018)

### 2018
- Fathermother Collective – Ourobora (7. 2. 2018 – 30. 3. 2018)
- Dominik Lang – Daruji za odvoz: Židle, která umí uspávat (11. 4. 2018 – 8. 6. 2018)
- Czech Press Photo (21. 6. 2018 – 6. 9. 2018)
- Vladimír Skrepl – Převrátila jsem oči v sloup (26. 9. 2018 – 23. 11. 2018)
- Petr Nikl - Mezipaměť (14.12.2018 - 1.2.2019)

### 2019
- Ondřej Strnadel – Proměny (13.2. 2019 - 5.4. 2019)
- Wojciech Lawnicki - 9 2 5 (10.4. 2019 - 7.6. 2019)
- Czech Press Photo (20.6. 2019 - 30.8. 2019)
- Jiří Straka - Hebký odpad (18.9. 2019 - 24.11. 2019)
- Marek Kvetan - Resaving (4.12. 2019 - 31.1. 2020)

### 2020
- Filip Dvořák - Hora a mrak (5.2. 2020 - 10.4. 2020)
- Michal Kalhous - V kapli (27.5. 2020 - 28.8. 2020)
- Jana Farmanová - ENSO kruh (17.9. 2020 - 13.11. 2020)
- Marek Meduna - Motivy (2.12. 2020 - 29.1. 2021)

### 2021
- Palo Macho – Tabula Rasa (19.5. 2021 – 13.6. 2021), kurátor Leszek Wojaczek
- Tomáš Hlavina – Elementární konstelace (16.6. 2021 – 3.9. 2021), kurátor Leszek Wojaczek
- Tadeáš Kotrba – Řeka (22.9. 2021 – 14.11. 2021), kurátor Leszek Wojaczek
- Lada Semecká – Kaligrafie zvuku III (25.11. 2021 – 23.1. 2022), kurátoři Romana Veselá, Leszek Wojaczek

### 2022
- Lubomír Typlt – V protisvětle (2.2. 2022 – 10.4. 2022), kurátor Leszek Wojaczek
- Veronika Psotková – Grácie (20.4. 2022 – 10.6. 2022), kurátor Leszek Wojaczek
- Josef Divín – Ultima Thule (22.6. 2022 – 31.8. 2022), kurátoři Petra Hejralová, Leszek Wojaczek
- Petr Dub – Bůh si to žádá (14.9. 2022 – 18.11. 2022), kurátor Leszek Wojaczek
- Matěj Frank – Ničí těla (7.12. 2022 – 22.1. 2023), kurátor Leszek Wojaczek

### 2023
- Ján Triaška – Sunday Brunch (1.2. 2023 – 31.3. 2023), kurátor Leszek Wojaczek
- Barbora Křivská – Čistá všednost (12.4. 2023 – 4.6. 2023), kurátoři Palo Macho, Leszek Wojaczek
- Boris Jirků – Levou rukou (21.6. 2023 – 27.8. 2023), kurátor Leszek Wojaczek
- Ausgang Studio – Atem (6.9. 2023 – 3.11. 2023), kurátor Leszek Wojaczek

## Seznam kurátorsky vedených výstav v Galerii Sýpka

### 2012
- František Matoušek – Dívka s kotvou (11. 5. 2012 – 17. 6. 2012)
- Czech Press Photo (22. 6. 2012 – 31. 8. 2012)
- Boris Sirka – Ouroboros (13. 9. – 27. 10. 2012)
- ZUŠ Alfréda Radoka – Cirkus Svět (22. 11. – 27. 1. 2013)

### 2013
- Kamila Rýparová – Kitchen Stories (14. 2. – 29. 3. 2013)
- Jana Farmanová – Niečo základné (25. 4. – 16. 6. 2013)
- Czech Press Photo (21. 6. 2013 – 30. 8. 2013)
- Sasanca – City Folklore (12. 9. – 18. 10. 2013)
- Cena Rudolfa Schlattauera – Kotrba, Vytiska, Hajdík, Malinová, Mikulenková (30. 10. – 29. 11. 2013)
- Petr Bařinka, Peter Cvik, Patrícia Koyšová, Jakub Reken – Fakt/Fikcia (11. 12. – 31. 1. 2014)

### 2014
- Jana Ullrichová – V kruhu (19. 2. – 13. 4. 2014)
- Jaromír 99 – Kill-Time (24. 4. – 23. 5. 2014)
- David Radok, Ivan Theimer, Josef Kroutvor – Driftwood III (1. 6. – 15. 6. 2014)
- Czech Press Photo (20. 6. 2014 – 31. 8. 2014)
- Zdeněk Trs, Alžběta Josefy – I Love Lucy (17. 9. – 16. 11. 2014)
- Jozef Suchoža, Ivana Sláviková, Marek Galbavý – Nové teritóriá modelácie priestoru (26. 11. – 18. 1. 2015)

### 2015
- Ateliér Design Skla UTB Zlín – Jiný pohled (11. 2. – 22. 3. 2015)
- Robert Goláň – Cesty bez svodidel (1. 4. – 22. 5. 2015)
- ZUŠ Alfréda Radoka (3. 6. – 19. 7. 2015)
- Czech Press Photo (29. 7. 2015 – 15. 9. 2015)
- Magdaléna Váňová – Kaleidoskop (23. 9. – 20. 11. 2015)
- Pavla Malinová – Úd vé hlavy (3. 12. – 5. 2. 2016), společně s Jiřím Ptáčkem

### 2016
- Ateliér Malby I Fakulta umění Ostravské univerzity – Nábor (24. 2. – 15. 4. 2016)
- ZUŠ Alfréda Radoka (27. 4. – 19. 6. 2016)
- Czech Press Photo (24. 6. 2016 – 2. 9. 2016)
- Cena Rudolfa Schlattauera – Hajdyla, Maliňáková, Kotrba, Kupčíková, Kovařík (12. 9. – 13. 11. 2016)
- Matúš Lányi – Hard Drive (30. 11. – 12. 2. 2017)

### 2017
- Ateliér Design Skla UTB Zlín/Petr Stanický – My space (22. 2. – 21. 4. 2017)
- ZUŠ Alfréda Radoka (3. 5. – 18. 6. 2017)
- Czech Press Photo (22. 6. 2017 – 31. 8. 2017)
- Milan Hajdík – Signál (6. 9. – 19. 11. 2017)
- Michal Borik – Práca kruhu (29. 11. – 19. 1. 2018)

### 2018
- Josef Mladějovský – Věty (31. 1. – 6. 4. 2018)
- ZUŠ Alfréda Radoka (18. 4. – 15. 6. 2018)
- Czech Press Photo (21. 6. 2018 – 6. 9. 2018)
- Vendula Chalánková – Life is life! (12. 9. – 16. 11. 2018)
- Igor Korpaczewski – KW Svoboda a nesvoboda (29. 11. – 25. 1. 2019)

### 2019
- Ateliér Design Skla FMK UTB Zlín - Cesta hmoty a prostoru (13.2. 2019 - 5.4. 2019)
- ZUŠ Alfréda Radoka - Kuráž (24. 4. – 14. 6. 2019)